# Douglas Russell
Douglas Russell (Estados Unidos, 20 de febrero de 1946) es un nadador estadounidense retirado especializado en pruebas de estilo mariposa, donde consiguió ser campeón olímpico en 1968 en los 100 metros.

## Carrera deportiva
En los Juegos Olímpicos de México 1968 ganó la medalla de oro en los 100 metros mariposa, con un tiempo de 55.9 segundos que fue récord olímpico, superando a sus compatriotas Mark Spitz y Ross Wales; y también ganó el oro en los relevos de 4 x 100 metros estilos, por delante de Alemania del Este  y la Unión Soviética.
Y en los Juegos Panamericanos de 1967 celebrados en Winnipeg ganó dos medallas de oro: en 200 metros estilos y en relevos de 4 x 100 metros estilos.